# Bahnhof Crimmitschau
Der Bahnhof Crimmitschau ist eine Betriebsstelle an der Bahnstrecke Leipzig–Hof in Sachsen. Er ist der einzige Bahnhof in der Großen Kreisstadt Crimmitschau.

## Geschichte

### Historische Entwicklung

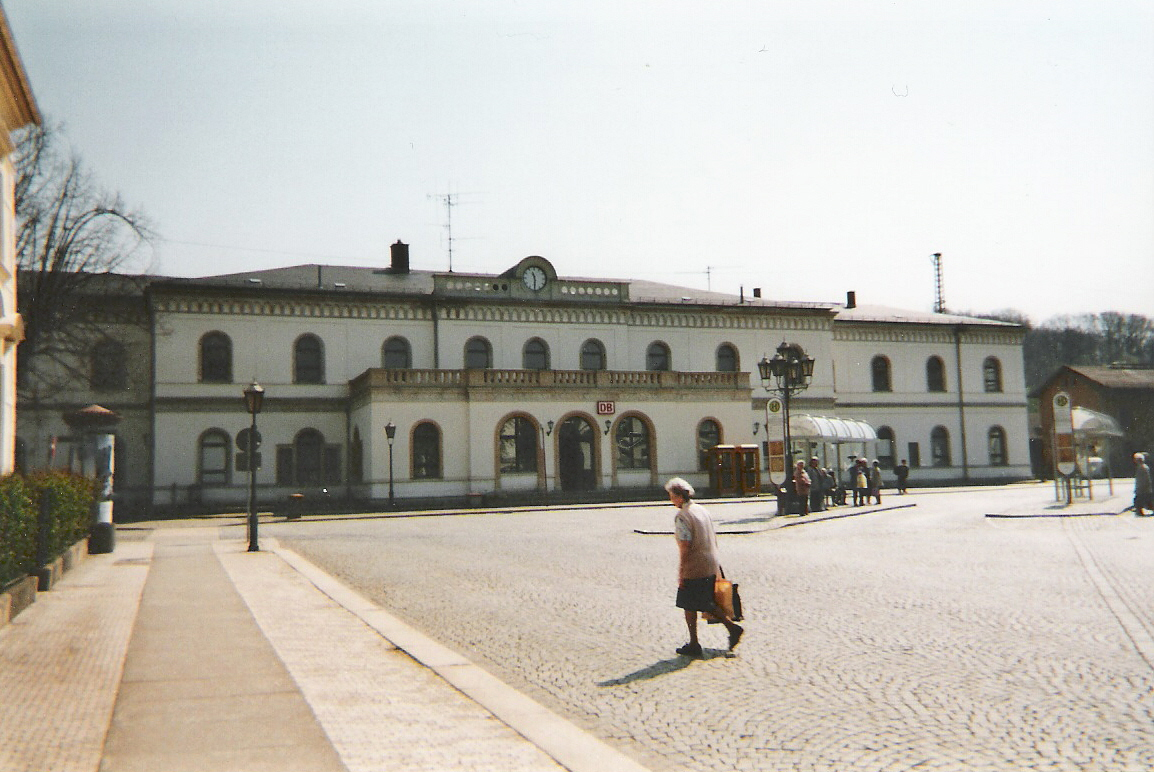
Vorderansicht des Bahnhofs während seiner Nutzung

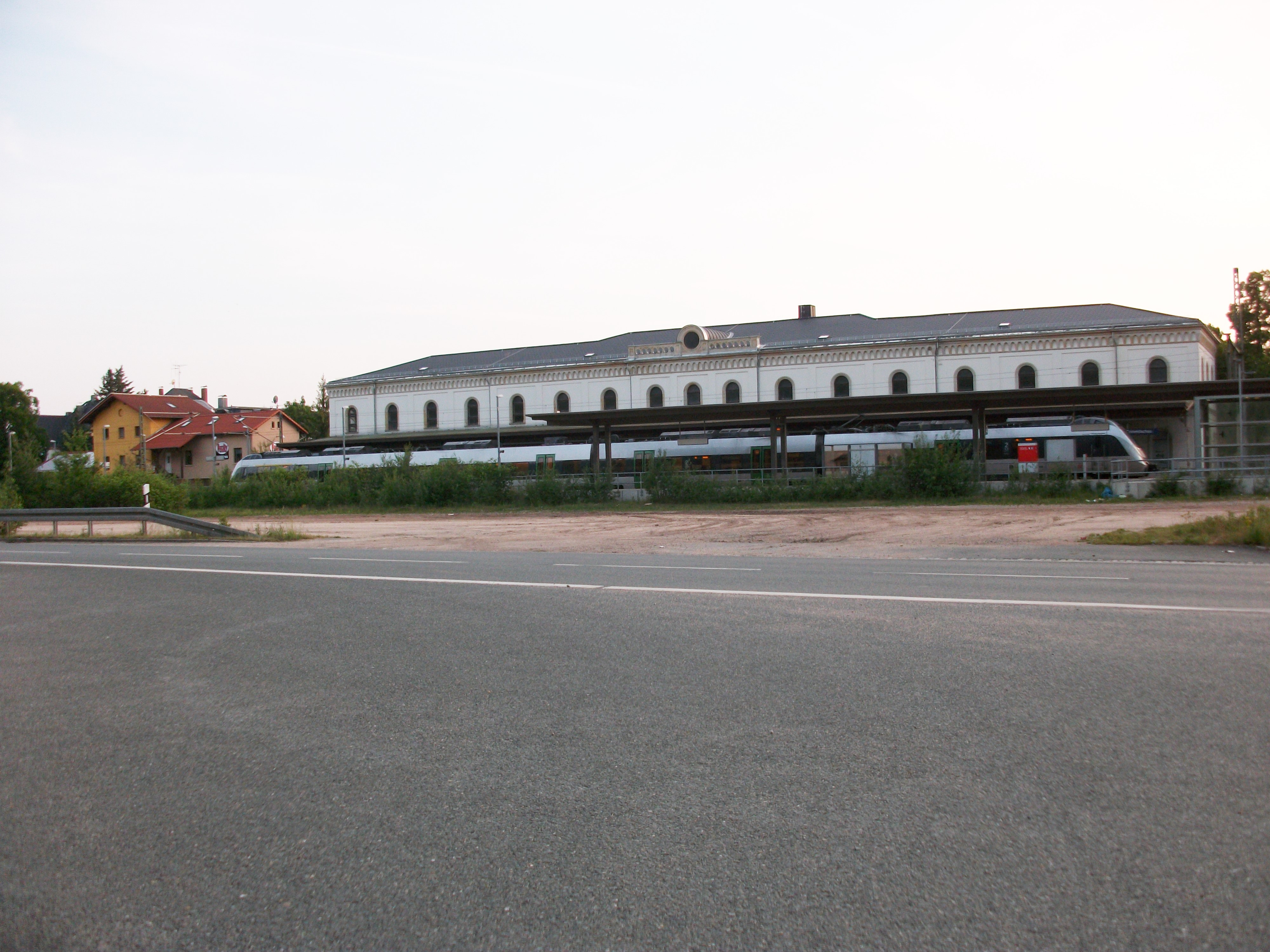
Bahnhof Crimmitschau mit S-Bahn (2016)

Nach Beginn der Arbeiten an der Eisenbahnstrecke Leipzig–Hof 1841 und der Einweihung der 28,73 km langen Teilstrecke Altenburg–Crimmitschau am 15. März 1844 konnte Crimmitschau bereits einen einfachen Bahnhof vorweisen. 1851 wurde die Strecke Leipzig–Hof fertiggestellt. Nach der Eröffnung des neuen Bahnhofs 1873, der sich durch seinen repräsentativen Baustil auszeichnet, wurden sie noch als Wohnungen für Bahnangestellte genutzt, in einem der Gebäude ist heute eine Gaststätte eingerichtet.
Der erste Personentunnel, der eine Unterführung zum zweiten Gleis darstellt, wurde 1888 erbaut. Ein 5,35 Meter breiter und 3,7 Meter hoher Neubau auf Betonträgern wurde 1979 errichtet.
Ende des 19. Jahrhunderts zeichnete sich zunehmend ab, dass der Güterteil des Bahnhofs an seine Kapazitätsgrenzen gestoßen war. Da die Lage kein drittes Gleis zuließ, erwog man den Neubau eines Güterbahnhofs im Stadtteil Wahlen, der mit dem städtischen Bahnhof verbunden werden sollte. Die Kosten für den Güterbahnhof mit 2,35 km Gleislänge wurden auf 750.000 Mark veranschlagt. Am 4. April 1898 wurde über diesen Vorschlag in der Zweiten Kammer des Sächsischen Landtages diskutiert. Man bewilligte ihn. Im September desselben Jahres begannen die Bauarbeiten am neuen Güterbahnhof. Allerdings wurde der geplante Bau des Güterbahnhofs zu dem einer Ladestelle heruntergestuft. Stattdessen baute man die etwa vier Kilometer lange Strecke Crimmitschau–Schweinsburg. Die neue Industriebahn wurde am 1. Juli 1908 eingeweiht.
Bereits 1913 wurde die Empfangshalle durch einen Vorbau erweitert und erhielt so ihr heutiges Aussehen. Der Innenraum des Gebäudes wurde zweimal umgestaltet, 1927 und 1966/67. Wenige Jahre vorher, 1963, wurde die Eisenbahnstrecke Leipzig–Zwickau elektrifiziert. Noch einmal umgebaut wurde die gesamte Bahnanlage von Juni 2002 bis Oktober 2003.
In der DDR war dem Bahnhof eine große Bedeutung beigemessen. Teilweise bis zu 130 Menschen waren an oder auf den Bahnanlagen in Crimmitschau beschäftigt. Neben dem Stadtzentrum gehörte das Bahnhofsviertel zu den belebtesten Orten. Ende 2001 wurde der Fahrkartenschalter und somit das ganze Gebäude geschlossen. Inzwischen steht es unter Denkmalschutz.
Bis zum Jahr 2011 wurden zwei Personenaufzüge installiert.
Mit Inbetriebnahme des City-Tunnels in Leipzig im Dezember 2013 wurde der Bahnhof in das neue Netz der S-Bahn Mitteldeutschland integriert. Bedient wird er zweistündlich von der Linie S5 (Zwickau–Leipzig–Halle) und stündlich von der Expresslinie S5X (Zwickau–Leipzig–Halle).

### Unfälle
| Datum            | Vorgang                                           | Ursache       | Tote | Verletzte |
| ---------------- | ------------------------------------------------- | ------------- | ---- | --------- |
| 20. Mai 1865     | ein Personenzug entgleiste                        | ?             | 3    | 1         |
| 12. Mai 1888     | ein Personenzug stieß mit einem Fuhrwerk zusammen | ?             | 2    | –         |
| 14. Februar 1889 | ein Güterzug stieß mit einer Wagengruppe zusammen | Rangierfehler | –    | 1         |

Quelle: 

## Nachnutzung des Empfangsgebäudes
Seit der Schließung gab es viele Ideen für eine Nachnutzung. Beispielsweise wollten fünf Schüler des städtischen Julius-Motteler-Gymnasiums 2003 eine Diskothek in dem Gebäude einrichten. Vorzüge wären eine Karibik-Bar und gelegentliche Sonderzüge gewesen. Außerdem vorgeschlagen wurden Geschäftsräume und Gaststätten. Lediglich Investoren fehlen, bis heute.